# 전광호
전광호(? - )는 조선민주주의인민공화국의 정치인이다. 내각 부총리 겸 조선로동당 중앙위원회 위원이다. 최고인민회의 제13기 대의원이다.

## 경력
흥남가스화건설장 함경남도지구계획위원회 위원장과 함경남도인민위원회 위원장, 국가체육지도위원회 위원을 거쳐 2017년 내각 부총리에 임명되었다. 2017년 10월, 조선로동당 중앙위원회 위원에 선임되었다.

## 최고인민회의 대의원
2014년 3월 최고인민회의 제13기 대의원으로 선출되었다.

## 기타
2018년 김영춘 사망 당시에 국가장의위원회 위원을 맡았다.